# Sainte Amélie, reine de Hongrie
Sainte Amélie, reine de Hongrie, est une peinture à l'huile sur toile de Paul Delaroche, réalisée entre 1831 et 1834. Elle a été étudiée en 2016 par l'émission télévisée de la BBC « Fake or Fortune ? ». Elle est conservée dans une collection privée.

## Une œuvre perdue
Un portrait de sainte Amélie a été commandé au peintre français Paul Delaroche en 1831 par la reine Marie-Amélie, épouse de Louis-Philippe, roi des Français. L'œuvre fut exposée au Salon de 1834 à Paris. En 1837, le tableau fut enregistré comme étant accroché dans la chapelle royale du palais des Tuileries à Paris, et il fut copié pour une gravure de Paolo Mercuri. Il fut également reproduit comme panneau principal d'un vitrail de la chapelle privée de la reine au château d'Eu. Un dessin préparatoire à la craie, à la mine de plomb et à l'aquarelle est conservé au British Museum. Le tableau original était considéré comme perdu.

## Fake or Fortune?
L'équipe « Fake or Fortune ? » a examiné une version du tableau, conservée au château de Park à Cornhill, dans l'Aberdeenshire, afin de déterminer s'il s'agissait de l'original de Delaroche ou d'une copie parmi d'autres. Cette œuvre non signée a été achetée en 1989, pour environ 500 £, par feu Neil Wilson, un marchand d'art qui avait travaillé pour Christie's après avoir quitté l'université. La provenance du tableau était très douteuse. Dans le programme, l'expert en art Bendor Grosvenor a révélé une aquarelle de 1866 de Joseph Nash représentant le tableau dans la chambre de la reine à Claremont House, dans le Surrey, où le roi et la reine déchus ont vécu après avoir fui la France à la suite de la révolution de 1848. Après la mort de Marie-Amélie en 1866, des archives de la Bibliothèque nationale de France ont prouvé que le tableau avait été transmis à son quatrième enfant, le prince Louis, duc de Nemours, propriétaire de Bushy House à Londres jusqu'à sa mort en 1896. Cependant, aucune trace n'a été trouvée prouvant où le tableau avait été transmis après 1896. Le tableau a été aperçu une fois de plus lors de sa vente chez Christie's en 1980, comme une œuvre de l'artiste français Fleury François Richard, sous le titre Une reine et sa suite en adoration.
L'analyse technique a montré que les anomalies de couleur du tableau résultaient d'une dégradation des pigments et que certaines parties avaient également été restaurées. Après avoir examiné les conclusions de l'exposition, le professeur Stephen Bann, éminent expert de Delaroche, a conclu qu'il s'agissait de l'original perdu. Il a également révélé une lettre écrite par Delaroche, dans laquelle il exprimait sa consternation face à l'état du tableau après sa copie pour la création d'un vitrail pour la reine Marie-Amélie, et affirmait qu'il allait devoir entreprendre des travaux considérables pour le restaurer.
Après son authentification, la veuve de Wilson, Becky, aurait décidé de conserver le tableau, mais d'autoriser son exposition au British Museum de Londres lors d'une exposition Delaroche. Par la suite, le tableau a été vendu par Christie's en juillet 2019 pour 33 750 £.

## Sujet
Marie-Amélie et sa grand-mère paternelle, Marie-Amélie de Saxe, reine consort d'Espagne, célébraient leur fête le 13 juillet. Marie-Amélie est également représentée sous les traits de cette sainte sur le vitrail de l'église Notre-Dame-de-Compassion de Paris, d'après le dessin original d'Ingres. Il a tenté de découvrir son identité, mais en vain.
Amélie ne figure pas dans la liste des reines hongroises. La seule « sainte » royale hongroise portant le titre de reine est Gisèle de Bavière, épouse de saint Étienne Ier de Hongrie, mais sa canonisation au XVIIIe siècle a échoué. Elle ne fut béatifiée qu'en 1975.
Cependant, il existe une sainte royale hongroise nommée Élisabeth de Hongrie, landgravine consort de Thuringe (1207-1231), associée à un événement connu sous le nom de Miracle des Roses, qui est également raconté au sujet de sa petite-nièce sainte Élisabeth d'Aragon, reine consort du Portugal, et de sainte Casilda de Tolède. Cela pourrait être lié à l'imagerie florale du tableau.
Il existe trois saintes nommées Amélie, ou une variante de ce nom. Deux nobles portant le même nom étaient également apparentées à la dynastie carolingienne ultérieure : Amalberge de Maubeuge et Amalberge de Tamise, toutes deux saintes officiellement reconnues par l'Église catholique romaine. Il existe également une Amelberge de Susteren, non noble.
Sainte Amalberge de Maubeuge est également connue sous le nom de sainte Amélie, mais son époux présumé, Witger, était associé à la Lorraine. Elle-même vécut deux siècles avant la migration des Hongrois en Pannonie.
Il y a aussi Amalaberge, nièce de Théodoric le Grand, qui épousa Hermanfred, roi de Thuringe, dont le lien thuringien avec Élisabeth de Hongrie est pour le moins discutable.

## Autre représentation
Dans le transept nord de la Chapelle royale de Dreux, un des vitraux représente sainte Amélie, reine de Hongrie, dont le carton a été réalisé par Ingres.